# Louis Malle
Louis Malle (Thumeries, 1932. október 30. – Beverly Hills, 1995. november 23.) háromszoros César- és kétszeres BAFTA-díjas francia filmrendező, forgatókönyvíró, operatőr, a francia újhullám egyik jeles alakja.

## Pályafutása
Hét testvér között a harmadikként született. Édesanyja Béghin cukorgyáros leánya volt, édesapja egy gyárat igazgatott. Szigorú katolikus nevelési környezetben nőtt fel. Az ezzel szemben kialakult elutasítása határozta meg a művész gondolkodását.
Középiskolai tanulmányait egy párizsi jezsuita kollégiumban végezte, majd közgazdasági egyetemre járt, de ezzel egy időben a filmművészeti főiskolára is beiratkozott. 1953-ban találkozott Cousteau-val. Malle abbahagyva iskoláit csatlakozott egy expedíciójukhoz, három évig velük volt, a tenger alatt forgatott: így született  meg A csend világa című, az egész világon bemutatott első filmje. A film 1956-ban Cannes-ban Arany Pálma díjat kapott.
Első játékfilmje a Felvonó a vérpadra volt, ami egy bűnügyi-szerelmi dráma. A film zenéje Miles Davis munkája. A filmet díjazták (Delluc-díj), a zene az év lemeze lett, Jeanne Moreau csodálatos pályája e filmmel indult el.
A Szeretők című filmje, ami különdíjat kapott Velencében, az újhullám születésének egyik első jele volt.
Összesen harminc filmet forgatott, melyek közül tíz dokumentumfilm.

## Filmjei
- 1956: A csend világa (Jacques Cousteauval közösen) – Cannes, Arany Pálma-díj [12]
- 1958: Felvonó a vérpadra
- 1958: Szeretők
- 1959: Zazie a metrón
- 1962: Magánélet
- 1963: Lidércfény
- 1965: Viva Maria!
- 1967: A párizsi tolvaj
- 1968: Különleges történetek
- 1971: Szívzörej
- 1974: Lacombe Lucien
- 1975: Fekete Hold
- 1978: Csinos kislány
- 1980: Atlantic City
- 1981: Vacsorám Andréval
- 1984: Kasszafúrók
- 1985: Alamo Bay
- 1987: Viszontlátásra, gyerekek!
- 1991: Milou májusban, BAFTA-díj - Legjobb nem angol nyelvű film, jelölés
- 1992: Végzet